# Heinrich von Oertzen
Heinrich Karl Adolf Friedrich Otto von Oertzen, unter Hinzufügung des Besitznamens auch von Oertzen-Brunn (* 30. Dezember 1820 in Brunn (Mecklenburg); † 1. Januar 1897 ebenda) war ein Großgrundbesitzer und Reichstagsabgeordneter in Mecklenburg-Strelitz.

## Herkunft

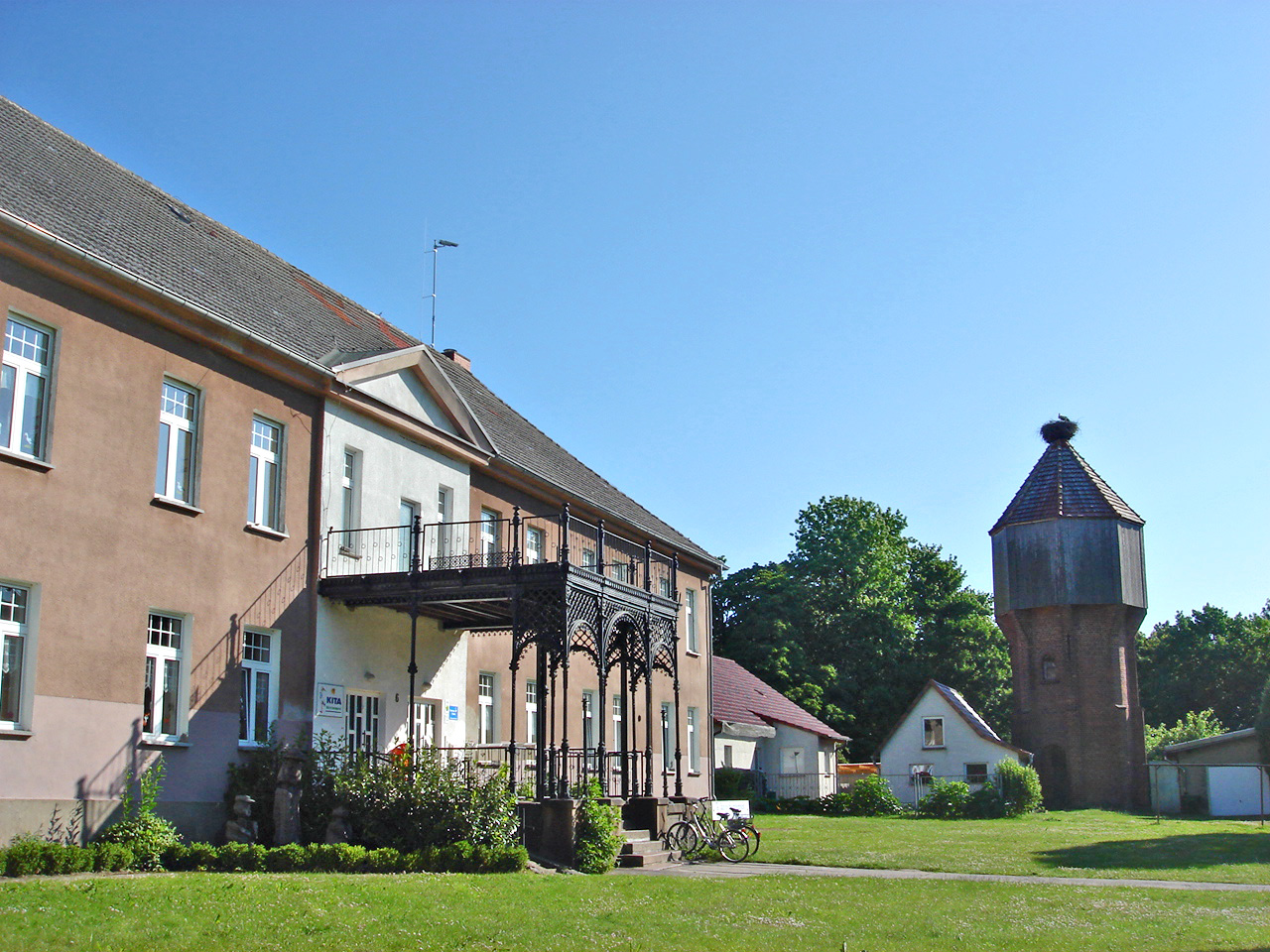
Gutshaus Brunn (2009)

Heinrich von Oertzen war ein jüngerer Sohn des Gutsbesitzers und Landrates Carl von Oertzen (1788–1837; Nr. 391 der Geschlechtszählung) und dessen Frau Wilhelmine, geb. von Dewitz (1792–1875; Nr. 500 der Geschlechtszählung). Karl von Oertzen und Georg von Oertzen waren seine Brüder.

## Leben
Er wurde im südostmecklenburgischen Dorf Brunn geboren. Er besuchte 1836 das Pädagogium der Franckeschen Stiftungen in Halle und ab 1837 das Katharineum zu Lübeck. Seit 1841 studierte er Rechtswissenschaft an der Friedrich-Wilhelms-Universität zu Berlin, später an der Georg-August-Universität Göttingen und der Universität Rostock. 1844 wurde er Mitglied des Corps Vandalia Rostock. 1845 absolvierte er das erste Staatsexamen. Er wurde bei der Justizkanzlei in Neustrelitz und 1846 beim Amt und Amtsgericht in Stargard angestellt. 1847 übernahm er aus der väterlichen Erbschaft das Lehensgut Brunn. Er verließ den Staatsdienst und widmete sich ganz der Landwirtschaft.
1854 wurde er zum Großherzoglich Mecklenburg-Strelitzschen Kammerherrn ernannt und war (als Besitzer von Brunn) von 1853 bis 1890 Mitglied des Mecklenburgischen Landtags. In dieser Zeit war er auch vier Jahre lang Direktor des landwirtschaftlichen Vereins für Mecklenburg-Strelitz, ferner Deputierter und Kreisdirektor des ritterschaftlichen Kredit-Vereins. 1872 gehörte von Oertzen zu den Gründungsvätern des Neubrandenburger Museumsvereins, aus dem das Regionalmuseum Neubrandenburg hervorging. 1880 wurde er Mitglied des Großherzoglichen Gerichtshofes zur Entscheidung von Kompetenzkonflikten in Rostock.
Ab 1884 saß er für die Deutschkonservative Partei und den Reichstagswahlkreis Großherzogtum Mecklenburg-Strelitz Neustrelitz, Neubrandenburg, Schönberg im Deutschen Reichstag. Dieses Mandat legte er am 10. Januar 1892 nieder.
Oertzen war seit 1847 mit Luise von Berlepsch (1824–1881) verheiratet, mit der er vier Kinder hatte. Nach deren Tod heiratete er 1882 Johanna Boccius (1848–1926), eine Neustrelitzer Beamtentochter.

## Ehrungen
- Hausorden der Wendischen Krone, Komtur (28. Juni 1893)